# Aleksandr Saburow
Aleksandr Nikołajewicz Saburow (ros. Алекса́ндр Никола́евич Сабу́ров; ur. 19 lipca?/1 sierpnia 1908, zm. 15 kwietnia 1974 w Moskwie) – generał major, bohater Związku Radzieckiego.

## Życiorys
W latach 1922–1927 był robotnikiem budowlanym, potem przewodniczącym kołchozu.
W 1931 został żołnierzem Armii Czerwonej. W następnym roku wstąpił do partii komunistycznej. Od 1938 pracował w organach NKWD. Od października 1941 dowódca radzieckiego oddziału partyzanckiego, następnie zgrupowania partyzanckiego. W jego zgrupowaniu działało kilkuset polskich partyzantów.
Po zakończeniu II wojny światowej napisał dwie książki. Pierwsza pt.Za linijej fronta została wydana w 1955 r. Druga pt. U druziej odni dorogi w 1963 r.

## Odznaczenia
- Złota Gwiazda Bohatera Związku Radzieckiego[1]
- Order Lenina (dwukrotnie)[1]
- Order Czerwonego Sztandaru[1]
- Order Suworowa II klasy[1]
- Order Bohdana Chmielnickiego I i II klasy[1]
- Order Wojny Ojczyźnianej I klasy (dwukrotnie)[1]
- Order Czerwonej Gwiazdy[1]